# Wolverhampton North East
Circonscription parlementaire de la Chambre des communes
La circonscription de Wolverhampton North East est une circonscription située dans le West Midlands et représentée à la Chambre des communes du Parlement britannique.

## Géographie
La circonscription comprend :
- La partie est de la ville de Wolverhampton
  - Les quartiers de Wednesfield, Park Village, Low Hill, Ashmore Park, Old Fallings, Fallings Park, Oxley, Fordhouses et Bushbury

## Députés
Les Members of Parliament (MPs) de la circonscription sont :
| Législature                                                                | Années       | Député        | Député         | Parti        |
| -------------------------------------------------------------------------- | ------------ | ------------- | -------------- | ------------ |
| Wolverhampton North East issue de Wolverhampton East et Wolverhampton West |              |               |                |              |
| 39e                                                                        | 1950–1951    |               | John Baird     | Travailliste |
| 41e                                                                        | 1951–1955    |               | John Baird     | Travailliste |
| 41e                                                                        | 1955–1959    |               | John Baird     | Travailliste |
| 42e                                                                        | 1959–1964    |               | John Baird     | Travailliste |
| 43e                                                                        | 1964–1966    | Renee Short   |                | Travailliste |
| 44e                                                                        | 1966–1970    | Renee Short   |                | Travailliste |
| 45e                                                                        | 1970–1974    | Renee Short   |                | Travailliste |
| 46e                                                                        | 1974–1974    | Renee Short   |                | Travailliste |
| 47e                                                                        | 1974–1979    | Renee Short   |                | Travailliste |
| 48e                                                                        | 1979–1983    | Renee Short   |                | Travailliste |
| 49e                                                                        | 1983–1987    | Renee Short   |                | Travailliste |
| 50e                                                                        | 1987–1992    |               | Maureen Hicks  | Conservateur |
| 51e                                                                        | 1992–1997    |               | Ken Purchase   | Travailliste |
| 52e                                                                        | 1997–2001    |               | Ken Purchase   | Travailliste |
| 53e                                                                        | 2001–2005    |               | Ken Purchase   | Travailliste |
| 54e                                                                        | 2005–2010    |               | Ken Purchase   | Travailliste |
| 55e                                                                        | 2010–2015    | Emma Reynolds |                | Travailliste |
| 56e                                                                        | 2015–2017    | Emma Reynolds |                | Travailliste |
| 57e                                                                        | 2017–2019    | Emma Reynolds |                | Travailliste |
| 58e                                                                        | 2019–Présent |               | Jane Stevenson | Conservateur |

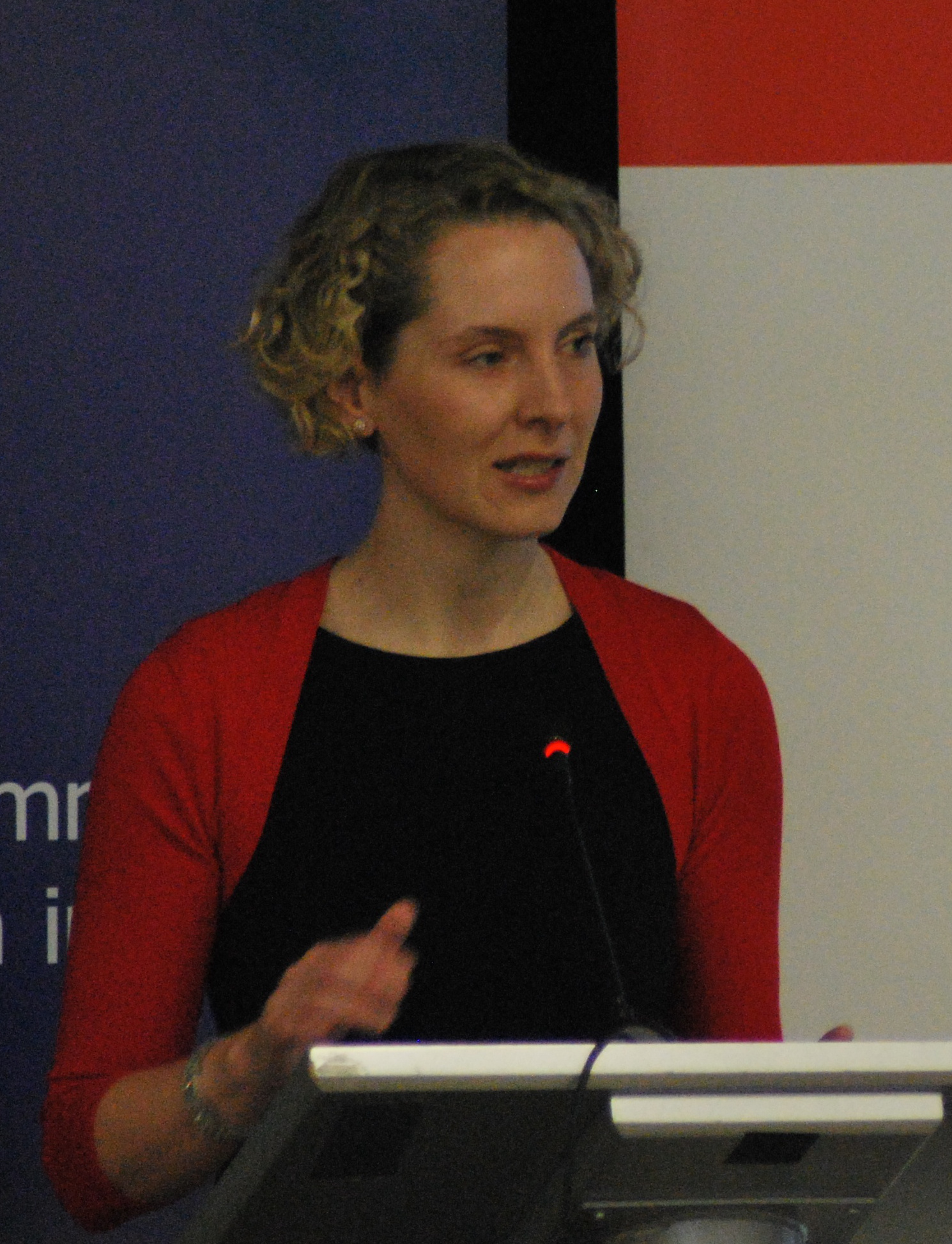
Emma Reynolds (2010-2019)